# GWR Nr. 111
Die Nr. 111 The Great Bear, deutsch Der große Bär, der Great Western Railway (GWR) war die erste Pacific-Lokomotive einer britischen Bahngesellschaft. Die Lokomotive wurde von G.J. Churchward entworfen, dem damaligen Chief Mechanical Engineer der GWR. Ihr war jedoch kein Erfolg beschieden, weshalb sie 1924 abgebrochen wurde. Teile der Lokomotive wurden für den Bau der Castle-Klasse-Lokomotive Viscount Churchill verwendet, die auch die Nummer 111 erhielt.

## Geschichte

### Bau
Ende der 1900er Jahre setzte die GWR hauptsächlich 2’C-Lokomotiven der Klasse 4000, auch als Star-Klasse bekannt, im schweren Schnellzugdienst ein. Die Bahngesellschaft benötigte keine neuen, stärkeren Lokomotiven. Dennoch ließ Churchward 1908 die Nr. 111 The Great Bear als erste Pacific-Lokomotive einer britischen Eisenbahngesellschaft bauen. Man geht davon aus, dass Churchward die Lokomotive entwarf, um auch für zukünftige Bedürfnisse gewappnet zu sein. Die GWR war damals die größte Bahngesellschaft in Großbritannien und betrieb die schnellsten und schwersten Schnellzüge. Es wird angenommen, dass die Bahn auch in Zukunft ihre Vormachtstellung behalten wollte.
Für den Bau der Lokomotive stand ein Budget von 4400 Pfund zur Verfügung, das später um 860 Pfund erhöht wurde. Die Gesamtsumme entsprach ungefähr 647.000 Pfund im Geldwert von 2021. Ein Teil der Konstruktionsarbeit wurde von Frederick Hawksworth ausgeführt, der ab 1941 Chief Mechanical Engineer der GWR war.
Die Great Bear konnte zwar hohe Zugkräfte entwickeln, war aber nicht so leistungsfähig wie erhofft und neigte zum Schleudern. Die Nachlaufachse neigte zum Heißlaufen, da sie nahe der Feuerbüchse angeordnet war und bei Rückwärtsfahrt kam es zu Entgleisungen. Wahrscheinlich trug auch der Schlepptender mit einem Wasservorrat von 15,9 m² dazu bei. Es wurden mehrere Änderungen und Umbauten ausgeführt. 1913 wurde ein Überhitzer eingebaut und die Kesselspeisung auf den Kesselrücken verlegt, jedoch steigerte keine Maßnahme die Leistung oder den Wirkungsgrad der Lokomotive. Das Hauptproblem schien der sehr lange Kessel in Kombination mit den im Verhältnis zum Kessel zu kleinen Zylindern zu sein. Weiter war die große Rostfläche für die Heizer schwierig zu beschicken. Das Personal bezeichnete die Lokomotive mit der Nummer 111 respektlos als Nelson oder Lord Nelson mit einem Auge, einem Arm und einem Bein. Weil die Lokomotiven der Star-Klasse wirtschaftlicher waren und genügend Leistung erbringen konnten und aufgrund des Ersten Weltkriegs wurden keine weiteren Verbesserungen an der Great Bear vorgenommen.

### Betrieb
Aufgrund ihres Gewichts und ihrer Länge konnte The Great Bear nur auf der Hauptstrecke der GWR zwischen London und Bristol eingesetzt werden. Im August führte sie erfolgreich einen Güterzug mit 100 Wagen vom Güterbahnhof Paddington nach Bristol Parkway. Die Lokomotive wurde häufig von Paddington nach Bristol vor Schnellzügen eingesetzt und kehrte dann mit dem Cocoa, einem vakuumgebremsten Eilgüterzug von Bristol Temple Meads nach Acton im Großraum London zurück. Der 1914 eingeführte Zug bestand aus 70 gedeckten Güterwagen, die hauptsächlich Schokolade und Tabakwaren geladen hatten. The Great Bear war während der ganzen Betriebszeit dem Old Oak Common Shed in London zugeteilt. Obwohl die Lokomotive betrieblich nicht überzeugen konnte, war sie dennoch der Stolz der GWR und wurde intensiv in der Öffentlichkeitsarbeit der Bahn eingesetzt.

### Ausmusterung
Im Jahr 1923 führte Charles Collett, der neue Chefingenieur der GWR, die Castle-Klasse ein. Diese 2’C-Lokomotiven waren etwas kürzer als die Great Bear, boten jedoch in den meisten Eigenschaften eine bessere Leistung als die Pacific-Lokomotive. Dadurch hatte die Great Bear keinen Wert mehr für die Öffentlichkeitsarbeit der Bahn und wurde zunehmend als Schandfleck angesehen. Als im Januar 1924 der Kessel der Lokomotive erneuert werden musste, beschloss man, sie zu verschrotten. Obwohl sie vor allem als Vorzeigeobjekt diente, hatte sie bis dahin in ihren 16 Betriebsjahren 327.000 km (527.000 mi) zurückgelegt. Der Vorderteil des Rahmens und die Nummer der Lokomotive wurden für die Viscount Churchill weiterverwendet, eine Lokomotive der Castle-Klasse, die bis 1953 in Betrieb stand. Ein Namensschild der Great Bear ist im Science Museum erhalten.

## Technik
Die Basis der Great Bear war die Star-Klasse. Der Rahmen wurde jedoch verlängert, und es wurden größere Zylinder, ein größerer Kessel sowie eine größere Feuerbüchse eingebaut. Die Vierzylinder-Heißdampflokomotive hatte ein Triebwerk nach De Glehn, bei dem die Innenzylinder auf die erste Kuppelachse, die Außenzylinder auf die zweite Kuppelachse arbeiteten. Der Stehkessel war mit flacher Decke als Belpaire-Kessel ausgeführt. Der Überhitzer wurde von Churchward selbst entwickelt, und die Bauart wurde nach der Werkstätte der GWR als Swindon bezeichnet. Der Schlepptender der Lokomotive war mit einer Schöpfeinrichtung zum Wasserfassen aus Gleiströgen ausgestattet.